# Eriogonum nebraskense
Eriogonum nebraskense är en slideväxtart som beskrevs av Per Axel Rydberg. Eriogonum nebraskense ingår i släktet Eriogonum och familjen slideväxter. Inga underarter finns listade i Catalogue of Life.